# Кузьменко Леонід Миколайович

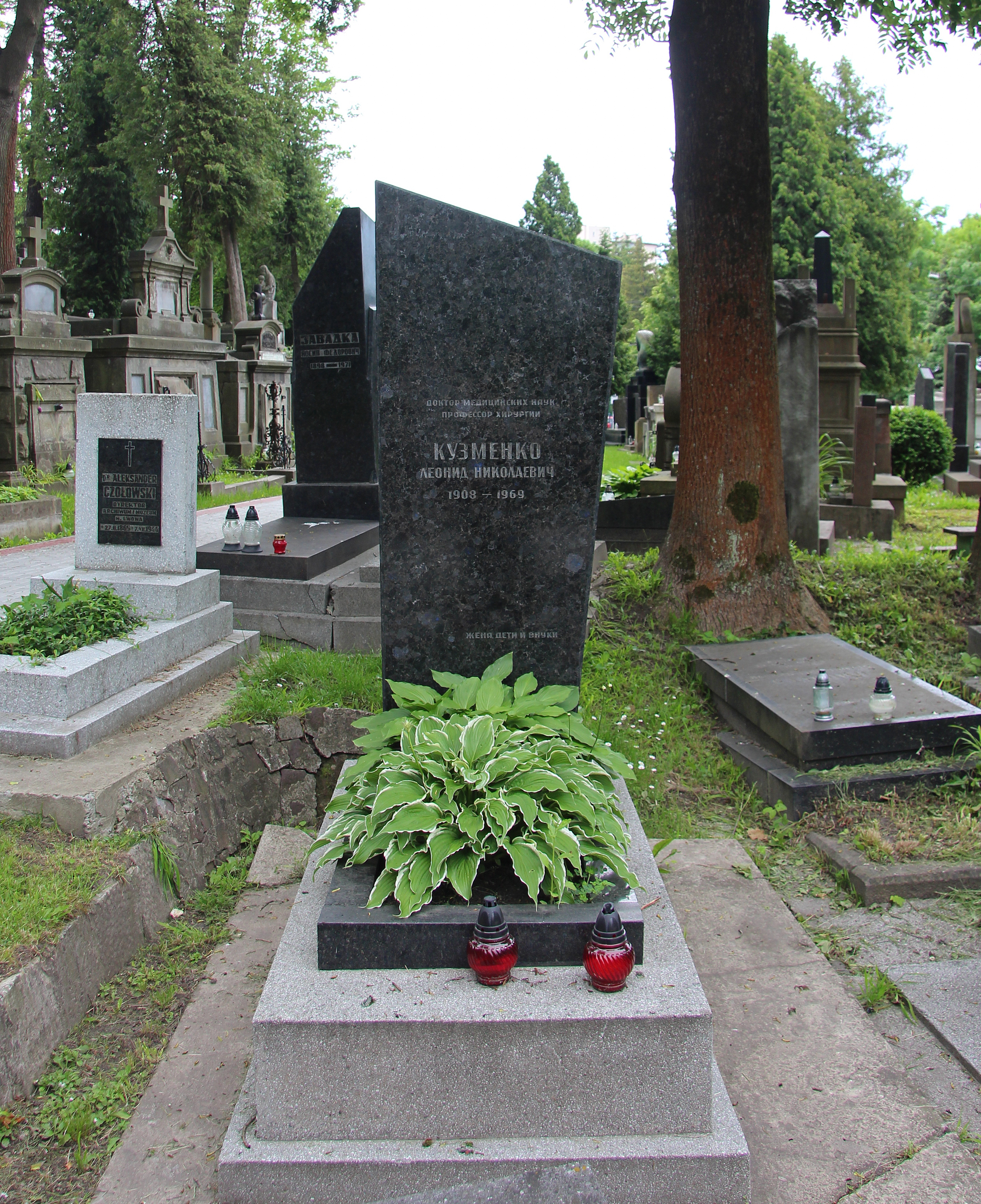

Леонід Миколайович Кузьменко (3 лютого 1908, село Пастухівка, тепер у складі міста Донецька Донецької області — 13 липня 1968, місто Львів) — український лікар-хірург, ректор Львівського державного медичного інституту (1951—1964). Доктор медичних наук (1947), професор (1948).

## Біографія
Народився в селянській родині. 
У 1930 році закінчив Воронезький університет РРФСР.
Працював лікарем, а з 1934 року — асистентом Сталінського державного медичного інституту.
З 1935 по 1939 рік очолював Сталінську станцію переливання крові в місті Сталіно (тепер — Донецьк) та з 1939 по 1940 рік — евакуаційний госпіталь.
Член ВКП(б).
З 1941 року — в Червоній армії. Учасник німецько-радянської війни. Служив начальником хірургічного відділення евакуаційного госпіталю № 3641.
У 1944—1951 роках — ректор і завідувач кафедри факультетської хірургії Сталінського державного медичного інституту.
У 1951—1968 роках — завідувач кафедри госпітальної (шпитальної) хірургії Львівського державного медичного інституту.
У 1951—1964 роках — ректор Львівського державного медичного інституту. Був головою Львівського обласного наукового товариства хірургів.
Наукові дослідження: хірургія дихальної і сечостатевої систем, органів черевної порожнини, судинна хірургія; удосконалення методів лікування та відновлення функцій нижніх кінцівок після поранення із роздробленням кістки, ускладненого хірургічною інфекцією; застосування антибіотикопрофілактики й антибіотикотерапії в хірургічній клініці.
Автор 60 друкованих праць. Основні праці: Грамицидин в хирургической практике. К., 1949; Перевязка легочной артерии как метод лечения хронических нагноительных процессов легких // ВД. 1952. № 8; К профилактике омертвений от перевязки крупных артериальных стволов // Там само. 1953. № 10; Мочекаменная болезнь. К., 1960.
Помер у Львові. Похований на полі № 1 Личаківського цвинтаря.

## Звання
- військовий лікар 2-го рангу

## Нагороди
- ордени
- медалі
- медаль «За перемогу над Німеччиною у Великій Вітчизняній війні 1941—1945 рр.»